# Biram Baparapè
Biram Baparapè (Desio, 25 aprile 1997) è un ex cestista italiano.